# Арменов, Алмас Нурбергенович
Алмас Нурбергенович Арменов (каз. Алмас Нұрбергенұлы Әрменов; род. 27 января 1992, Актау) — казахстанский футболист, нападающий клуба «Каспий».

## Карьера
Воспитанник мангистауского футбола. Футбольную карьеру начал в 2009 году в составе клуба «Каспий». В начале 2017 года перешёл в «Атырау», но не закрепившись в западноказахстанском клубе вернулся в «Каспий». В начале 2018 года подписал контракт с клубом «Байконур». В 2019 году перешёл в «Окжетпес», но летом опять вернулся в родной клуб. 18 августа 2020 года в матче против клуба «Кайрат» дебютировал в казахстанской Премьер-лиге. 16 апреля 2022 года в матче против «Атырау» забил свой дебютный гол в Премьер-лиге. Является лучшим бомбардиром ФК«Каспий» за всю историю существования клуба с более чем 60 голами (по состоянию на 19 апреля 2022 года).

## Достижения
«Каспий»
- Серебряный призёр Первой лиги Казахстана: 2019

## Клубная статистика
| Игровая карьера | Игровая карьера | Игровая карьера | Лига | Лига | Кубок | Кубок | Межд. | Межд. | Др. | Др. |
| --------------- | --------------- | --------------- | ---- | ---- | ----- | ----- | ----- | ----- | --- | --- |
| 2009            | Каспий          | Б               | 15   | 1    | —     | —     | —     | —     | —   | —   |
| 2010            | Каспий          | Б               | 11   | 2    | —     | —     | —     | —     | —   | —   |
| 2011            | Каспий          | Б               | 27   | 9    | 1     | 0     | —     | —     | —   | —   |
| 2012            | Каспий          | Б               | 30   | 8    | 1     | 0     | —     | —     | —   | —   |
| 2013            | Каспий          | Б               | 30   | 12   | 2     | 2     | —     | —     | —   | —   |
| 2014            | Каспий          | Б               | 26   | 13   | —     | —     | —     | —     | —   | —   |
| 2015            | Каспий          | Б               | 21   | 6    | 2     | 0     | —     | —     | —   | —   |
| 2016            | Каспий          | Б               | 15   | 7    | 2     | 0     | —     | —     | —   | —   |
| 2017            | Атырау          | А               | —    | —    | —     | —     | —     | —     | —   | —   |
| 2017            | Атырау М        | В               | 4    | 3    | —     | —     | —     | —     | —   | —   |
| 2017            | Каспий          | Б               | 12   | 0    | —     | —     | —     | —     | —   | —   |
| 2018            | Байконур        | Б               | 28   | 3    | —     | —     | —     | —     | —   | —   |
| 2019            | Окжетпес        | А               | —    | —    | —     | —     | —     | —     | —   | —   |
| 2019            | Окжетпес М      | В               | 1    | 0    | —     | —     | —     | —     | —   | —   |
| 2019            | Каспий          | Б               | 10   | 0    | —     | —     | —     | —     | —   | —   |
| 2020            | Каспий          | А               | 10   | 0    | —     | —     | —     | —     | —   | —   |
| 2021            | Каспий          | А               | 4    | 0    | 1     | 0     | —     | —     | —   | —   |
| 2021            | Каспий М        | В               | 4    | 5    | —     | —     | —     | —     | —   | —   |
| 2022            | Каспий          | А               | 17   | 2    | —     | —     | —     | —     | —   | —   |